# Dél Keresztje csillagkép
A Dél Keresztje (latinul: Crux) a déli égbolt legkisebb, de egyik leghíresebb csillagképe. A Kentaur csillagkép öleli át, a Szeneszsák-köd alatti szomszédja a Légy csillagkép. Az északi féltekéről csak a 20. szélességi kör alatt látható, a horizont közelében.
Nevét négy legfényesebb csillaga alkotta keresztről kapta, ezek: Acrux, Mimosa, Gacrux, Crucis.

## Története, mitológia

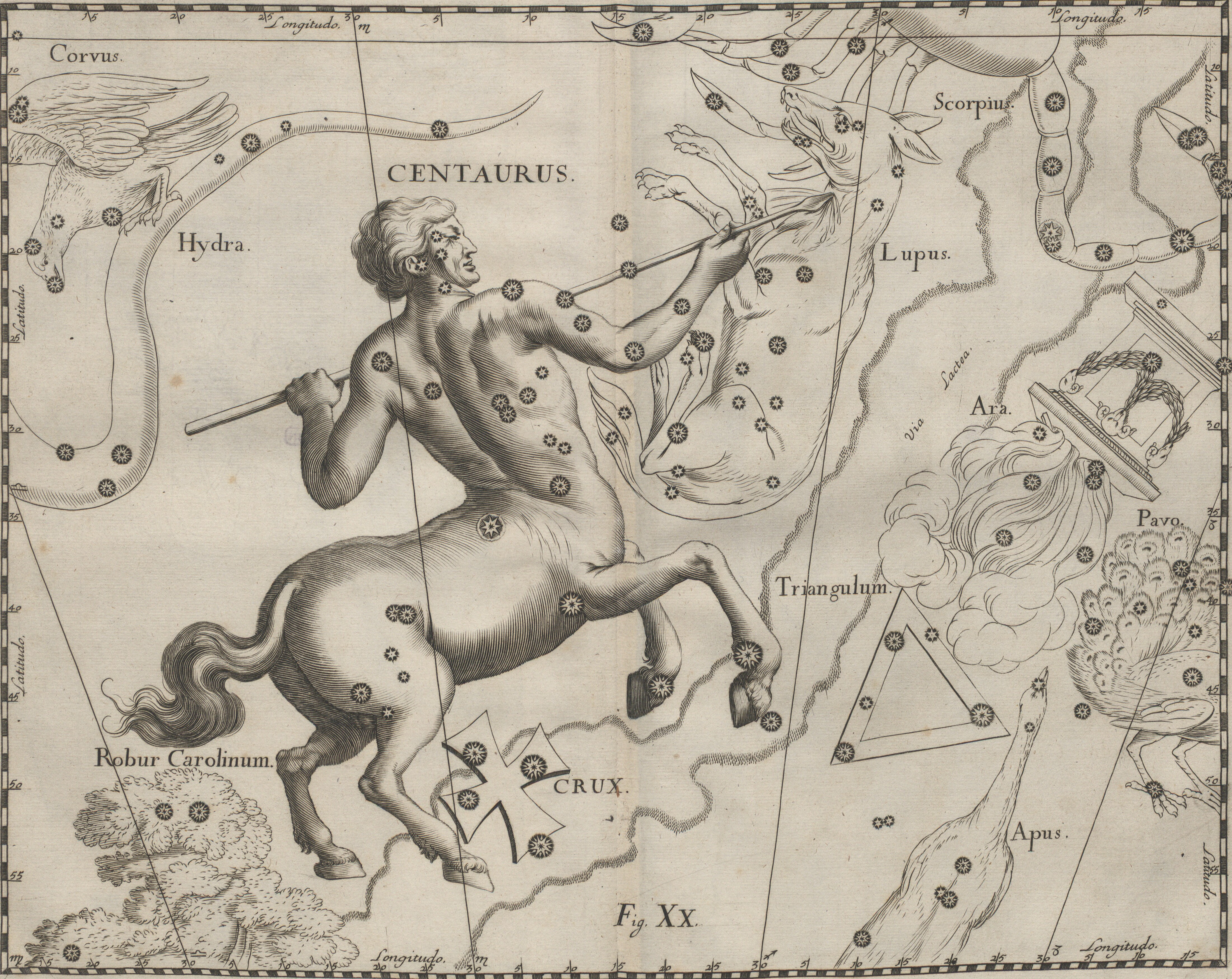
A Dél Keresztje és a Kentaur csillagképek

A Dél Keresztje csillagkép annyira jellegzetes, hogy nagyon sok ország kultúrájában található vele kapcsolatos legenda vagy utalás.
Ausztrália: az őslakosok csillagászatában a Szeneszsák-köd egy emu feje, a csillagkép pedig egy fán ülő oposszum.
Új-Zéland: a maorik Te Punga-nak, horgonynak hívják a csillagképet
Tongában a neve Toloa, egy kacsa, amelynek repülés közben megsebesül az egyik szárnya, mert két ember, az α és a β Centauri hozzávágott egy követ. A Szeneszsákot Humunak nevezik, ami íjhalat jelent.
Peru: az inkák nyelvén a Crux-ot Chakana-ként ismerik, ami magyarul
lépcsőt jelent (chaka: híd, kapcsolat; hanan: fent magas).
Indonéziában és Malajziában a Crux neve Buruj Pari, (The Stingray = közönséges mérges rája).
Az ősi hindu csillagjóslásban a Crux neve Trishanku.
A tuareg törzsben a Dél Keresztje: Maerua crassifoliafa.
A csillagképről Kányádi Sándor is írt verset, a Crosby, Stills és Nash együttes is énekelt egy dalt, a szerzők: Rick Curtis, Michael Curtis, és Stephen Stills.
A csillagkép legfényesebb csillagai megtalálhatóak Ausztrália, Brazília, Új-Zéland, Pápua Új-Guinea és Szamoa zászlaiban, ezen kívül Ausztrália Victoria államának, Ausztráliai fővárosi területének, Északi területének, Chile Magellán Régiójának és az USA 1. Tengerészgyalogos Hadosztályának a zászlaján.

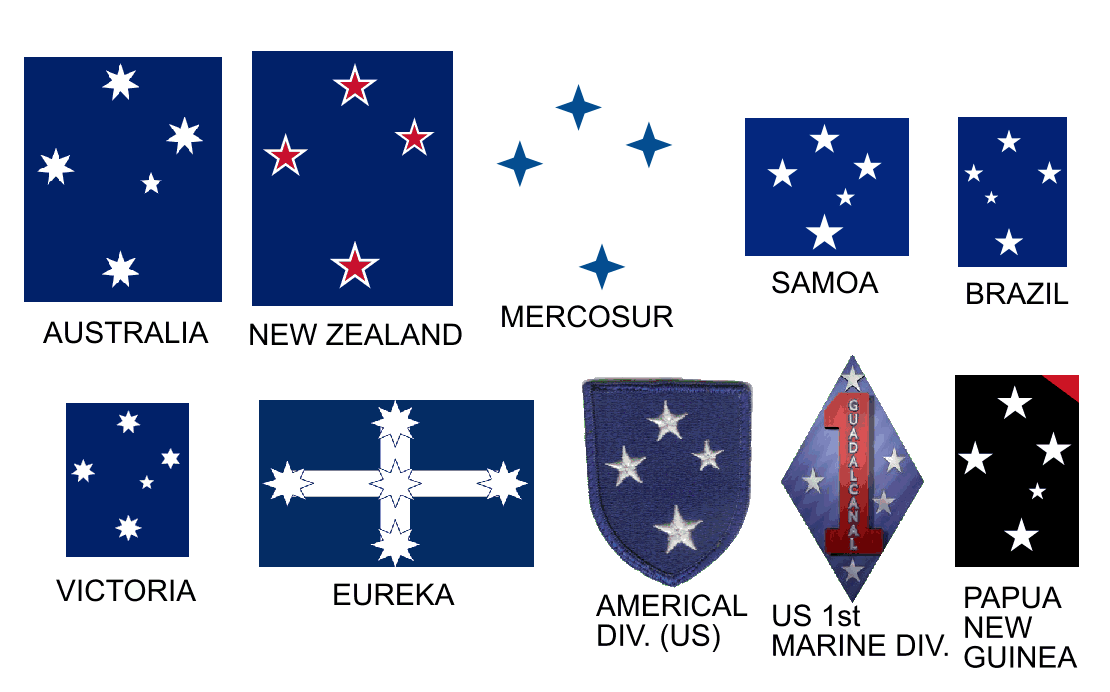
Zászlók és jelvények, melyeken szerepel a Dél Keresztje

## Látnivalók

### Csillagok

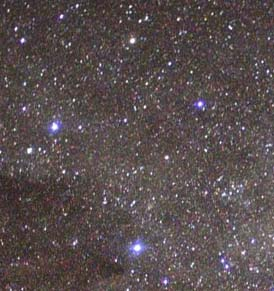
Dél Keresztje

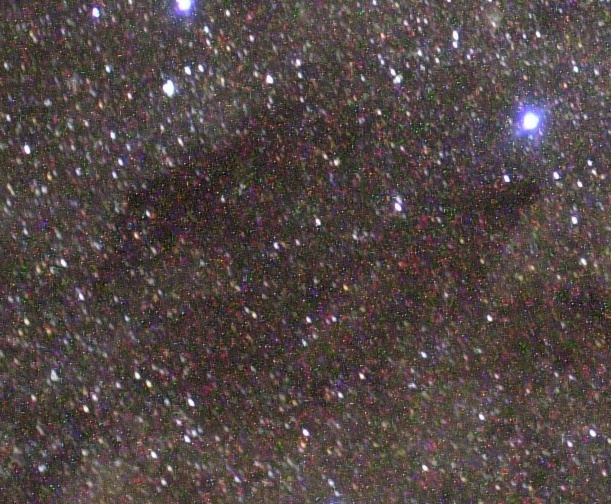
Szeneszsák

- α Crucis - alfa 1,2 Crucis – Acrux. Többszörös rendszer, amely vizuálisan kettőscsillagnak látszik; egyik összetevője (α1) 1,58 fényrendű, a másik (α2) látszólagos fényessége 2,09 magnitúdó. Mindkét csillag színképe korai típusú B1 (kékesfehér). A Földtől való távolságuk 300 fényév. Az első összetevő abszolút fényessége -3,4 fényrend, a másodiké -2,9 fényrend. Az α1 komponens egy spektroszkópiai kettős. Az Acrux az égbolt 12. legfényesebb csillaga, látszólagos fényessége 0,77 magnitúdó.
- β Crucis - Mimosa, 1,5 fényrendű, kékesfehér csillag, a B1 színképtípusba tartozik. 340 fényév távolságra van. Abszolút fényessége -4,5 fényrend. Spektroszkópiai kettős.
- γ Crucis - Gracus: 1,65 magnitúdójú vörös óriás, két kísérővel.
- μ Crucis: kettőscsillag, már kis távcsővel is megfigyelhető. A csillagpáros kékesfehér, negyed- és ötödrendű csillagokból áll.

### Mélyég-objektumok
Csillaghalmazok, ködök és galaxisok együttes neve, kis távcsővel jól észlelhető fényesebb Messier (és NGC) objektumok. A mélyég objektumok fénye nem elegendő a színek észleléséhez (a szem ún, csap receptorainak aktiválásához), ezért ezek fekete-fehéren tűnnek fel.
A Messier-katalógus tartalmazza a legfényesebb mélyég-objektumokat.
- NGC 4609 nyílthalmaz
- NGC 4755 vagy Ékszerdoboz nyílthalmaz
- NGC 4103, nyílthalmaz
- NGC 4349, nyílthalmaz

### Szeneszsák
A Kentaur és a Légy csillagképekbe átnyúló porköd. Feltűnő jelenség, mert a csillagokban gazdag Tejút egy részét eltakarja. A kiterjedése mintegy 7° x 5° .
A sötét porködök kategóriájába tartozik, legyengíti a mögötte lévő csillagok fényét, s ezáltal az égbolton csillagmentes területek alakulnak ki. A Szeneszsákban százszor akkora az anyagsűrűség, mint az átlagos intersztelláris anyagban. A mai ismertek szerint az ilyen típusú ködökből a Szeneszsák van a legközelebb a Földhöz.

## Fordítás
- Ez a szócikk részben vagy egészben  a   Crux című angol Wikipédia-szócikk fordításán alapul.  Az eredeti cikk szerkesztőit annak laptörténete sorolja fel. Ez a jelzés csupán a megfogalmazás eredetét és a szerzői jogokat jelzi, nem szolgál a cikkben szereplő információk forrásmegjelöléseként.